# Ivan Castiglione
Ivan Castiglione (Napoli, 1º gennaio 1973) è un attore italiano.

## Biografia
Inizia la sua carriera di attore con il teatro alternando svariati ruoli, tra cui Tom ne Lo zoo di vetro accanto a Claudia Cardinale diretto da Andrea Liberovici. Vince il Golden Graal come migliore attore di teatro del 2008 per l'interpretazione di Roberto Saviano nello spettacolo teatrale Gomorra di cui è anche ideatore e autore. Contemporaneamente al teatro, si dedica al cinema e alle fiction televisive.
Ha recitato nella miniserie televisiva Eravamo solo mille, prodotta nel 2006 e distribuita originariamente nel 2007. Inoltre, nel 2006 ha preso parte alla serie televisiva di Mediaset Carabinieri 5 e faceva parte del cast ricorrente della soap opera di Raitre Un posto al sole dove ha interpretato il ruolo di Arletti dal 2002 al 2008.
Nel 2013 è diretto da Michele Soavi in Ultimo - L'occhio del falco nel ruolo dello spietato Totò Murace. Prende parte al film di Daniele Luchetti Anni felici e alla fiction televisiva Il clan dei camorristi.
Nel 2015 lavora per il National Theatre of Scotland, dove è coprotagonista di The Driver's Seat per la regia di Laurie Sansom.
Si laurea in Economia e commercio all'Università Federico II di Napoli

## Filmografia

### Cinema
- Quelle piccole cose, regia di Fabrizio Cattani (2001)
- E io ti seguo, regia di Maurizio Fiume (2002)
- Drosera, regia di Francesco Dominedò (2004)
- Guido che sfidò le Brigate Rosse, regia di Giuseppe Ferrara (2005)
- Cercando Maria, regia di Franco Diaferia (2009)
- Anni felici, regia di Daniele Luchetti (2013)
- Nottetempo, regia di Francesco Prisco (2013)
- Perez., regia di Edoardo De Angelis (2014)
- Milionari, regia di Alessandro Piva (2014)
- Le grida del silenzio, regia di Alessandra Carlesi (2018)
- Scarlett, regia di Luigi Boccia (2018)
- Qui rido io, regia di Mario Martone (2021)
- Fino ad essere felici, regia di Paolo Cipolletta (2021)
- Tu non sai le colline, regia di Alessia Campanotto (2022)
- Rumore, regia di Nicola Telesca (2023)
- Napoli New York, regia di Gabriele Salvatores (2023)
- Taxi Monamour, regia di Ciro de Caro (2024)

### Televisione
- Un posto al sole, registi vari (2000-2007)
- Carabinieri 5, regia di Sergio Martino (2006)
- Eravamo solo mille, regia di Stefano Reali (2007)
- The Italy of Roberto Saviano, regia di Elisa Mantin (2010)
- CentoVetrine, registi vari - Soap opera (2010-2011)
- Caruso, la voce dell'amore, regia di Stefano Reali (2012)
- Ultimo - L'occhio del falco, regia di Michele Soavi (2013)
- Il clan dei camorristi, regia di Alexis Sweet e Alessandro Angelini (2013)
- La Famiglia, regia di Vincent Shuurman (2016)
- Boris Giuliano - Un poliziotto a Palermo, regia di Ricky Tognazzi (2016)
- Don Matteo 10, regia di Monica Vullo (2016)
- Sotto copertura - La cattura di Zagaria, regia di Giulio Manfredonia (2017)
- I bastardi di Pizzofalcone, regia di Alessandro D'Alatri - episodio 2x01 (2018)
- Non dirlo al mio capo 2, regia di Riccardo Donna (2018)
- Rosy Abate (seconda stagione), regia di Giacomo Martelli - 3 episodi (2019)
- Il re (seconda stagione) - regia di Giuseppe Gagliardi (2022)
- Vincenzo Malinconico, avvocato d'insuccesso, regia di Alessandro Angelini e Luca Miniero - episodi 1x03-2x03-2x04 (2022-2024)
- Mina settembre (terza stagione), regia di Tiziana Aristarco (2025)
- Sara - La donna nell’ombra, regia di Carmine Elia - episodio 1x01 (2025)
- Noi del rione Sanità regia di Luca Miniero (2025)
- Una famiglia imperfetta regia di Tiziana Aristarco (2025)
- La Preside regia di Luca Miniero (2025)

## Teatrografia parziale
- My Fair lady di Lerner & loewe’s (ruolo Henry Higgins) regia AJ Weissbard Prod. Rely (2023)
- Il sindaco del rione sanità Di E. De Filippo (Arturo Santaniello) di Mario Martone Prod Ldf. (2017/18)
- La paranza dei bambini di Roberto Saviano e Mario Gelardi Prod Mismaonda, Nts, Carcano (2017)
- The Driver’s Seat Regia Laurie Sansom (ruolo Carlo) Prod. National Theatre of Scotland (2015)
- Educazione Siberiana di Nicolai Lilin Regia G. M. Di Mauro  Prod. Stabile di Torino 2014
- Gomorra di Roberto Saviano Regia M. Gelardi. Ruolo (Roberto Saviano) Prod. Teatro Mercadante. (2007-2012)
- Lo zoo di vetro Regia A. Liberovici.(ruolo Tom) Prod. Fox and Gould. (2007)
- Urfaust  Regia A. Liberovici. (ruolo Mefistofele) Prod. Teatro Stabile di Genova. (2006)
- Candido (soap opera musical) Regia A. Liberovici.(ruolo Candido)Prod. Teatro di Genova. 2004
- Giulio Cesare per Giorgio Albertazzi Regia A. Calenda. Prod. Teatro stabile di Roma (2002)